# 렛 힘 고
《렛 힘 고》(영어: Let Him Go)는 미국에서 제작된 토머스 버주카 감독의 2020년 네오웨스턴 스릴러 영화이다. 래리 왓슨이 2013년에 펴낸 동명 소설에 기반을 두었다. 케빈 코스트너, 다이앤 레인, 레슬리 맨빌 등이 출연하였고, 키미 암스트롱 스타인 등이 제작에 참여하였다.
이 영화는 2020년 11월 6일 미국에서 포커스 피처스에 의해 극장 개봉하였다. 비평가들로부터 대체로 긍정 평가를 받았다.

## 줄거리
1961년 몬태나주. 은퇴한 전 보안관 조지 블랙레지, 아내 마거릿, 아들 제임스, 며느리 로나, 갓 태어난 손자 지미가 함께 목장에서 지내던 중 제임스가 낙마로 급사한다.
1963년 로나는 지미를 위해 도니 위보이와 재혼한다. 우연히 상점에서 로나와 마주친 마거릿은 도니가 로나에게 손을 올리는 현장을 목격하고 로나와 지미를 위보이가에서 빼내기로 결심한다.
마거릿과 조지는 노스다코타주에서 도니의 어머니 블랜치 및 도니의 형제들과 대면하게 되고 도니는 블랜치의 명에 따라 조지의 손가락을 손도끼로 잘라낸다. 병실에 찾아온 경관은 조지와 마거릿이 먼저 지미를 유괴하려고 했다는 얘기를 들었다며 지미는 이제 위보이가 사람이니 마을을 떠나라고 한다.  
하지만 그 밤에 조지는 홀로 위보이가로 향하는데...  

## 출연
- 다이앤 레인 - 마거릿 블랙레지 역
- 케빈 코스트너 - 조지 블랙레지 역
- 케일리 카터 - 로나 블랙레지 역
- 레슬리 맨빌 - 블랜치 위보이 역
- 윌 브리튼 - 도니 위보이 역
- 제프리 도너번 - 빌 위보이 역
- 부부 스튜어트 - 피터 드래그스울프 역
- 브래들리 스트라이커 - 네벌슨 보안관 역

## 기타 제작진
- 총괄 제작: 제프리 램퍼트, 키미 암스트롱 스타인
- 배역: 론다 피제키, 에이비 코프먼
- 미술: 트레버 스미스
- 세트: 앰버 험프리스
- 의상: 캐럴 케이스